# Iván Ruiz García
Iván Ruiz García (Madrid, 22 de enero de 1980) más conocido como Iván Ruiz es un entrenador español que actualmente dirige al C. D. Calahorra en Segunda Federación. 

## Trayectoria

### Como entrenador
Comenzó su carrera como entrenador en las categorías inferiores del Getafe CF. En la temporada 2015-16, se hizo cargo del Getafe CF Juvenil "B" que disputó la Liga Juvenil Nacional. 
El 27 de mayo de 2016, firmó por el Club Deportivo Móstoles U.R.J.C. de la Tercera División de España.
En la temporada 2017-18, regresó al Getafe CF para dirigir al Juvenil "A".
En julio de 2018, se convirtió en entrenador del CDA Navalcarnero de la Segunda División B de España. El 23 de octubre de 2018, sería destituido del cargo después de 11 jornadas de liga.
En la temporada 2021-22, firmó como entrenador del Getafe CF B de la Tercera División de España.
El 29 de agosto de 2022, firmó como entrenador del Club Deportivo Estepona Fútbol Senior en Segunda Federación. El 20 de febrero de 2023, es destituido como entrenador del conjunto malagueño.
En la temporada 2023-24, firma como entrenador de la Societat Esportiva Penya Independent de la Segunda Federación. 
El 23 de octubre de 2023, es destituido como entrenador de la Societat Esportiva Penya Independent de la Segunda Federación, siendo relevado por Mario Ormaechea.
El 30 de octubre de 2024 es nombrado entrenador del C. D. Calahorra en Segunda Federación.

## Clubes

### Como entrenador
| Club                                  | País   | Año             |
| ------------------------------------- | ------ | --------------- |
| Getafe CF Juvenil "B"                 | España | 2015-2016       |
| Club Deportivo Móstoles U.R.J.C.      | España | 2016-2017       |
| Getafe CF Juvenil "A"                 | España | 2017-2018       |
| CDA Navalcarnero                      | España | 2018            |
| Getafe CF B                           | España | 2021-2022       |
| Club Deportivo Estepona Fútbol Senior | España | 2022-2023       |
| Societat Esportiva Penya Independent  | España | 2023            |
| C. D. Calahorra                       | España | 2024-Actualidad |